# Michel Gaudin
Michel Gaudin (2 de dezembro de 1931) é um físico francês.
Após graduar-se em engenharia civil trabalhou a partir de 1956 no Commissariat à l’énergie atomique et aux énergies alternatives (CEA) em Saclay, trabalhando em experimentos sobre nêutrons. Dois anos depois juntou-se ao grupo de trabalho de Claude Bloch, onde permaneceu o resto de sua carreira. Obteve 
em 1967 um doutorado em física na Universidade Paris-Sul em Orsay, com a tese  Étude d'un modèle à une dimension pour un système de fermions en interaction.
Recebeu o Prêmio Dannie Heineman de Física Matemática de 2019, juntamente com Bill Sutherland e Francesco Calogero.

## Publicações
- M. Gaudin,  Modèles exactement résolus , EDP Sciences (1996) ISBN 2-86883-264-4.
- M. Gaudin,  La Fonction d'onde de Bethe , Masson, Paris (1983) ISBN 2-225-79607-6.
  - The Bethe wavefunction. [S.l.]: Cambridge University Press. 2014. ISBN 9781107045859; translated by Jean-Sébastien Caux[4]